# Schönberg (Egling)
Schönberg ist ein Gemeindeteil von Egling im oberbayerischen Landkreis Bad Tölz-Wolfratshausen. Der Weiler liegt circa einen Kilometer nördlich von Egling.